# Rafik Saïfi
Rafik Saïfi (Argel, 7 de febrero de 1975) es un exfutbolista argelino que se retiró en el Amiens SC en el Championnat National.

## Trayectoria
Saifi comenzó su carrera futbolística en el CM Bordj El Kifane. Allí se dio a conocer como goleador a los 17 años. Pasó por otros dos equipos pequeños, el IRB Sougueur y el IB Khémis El Khechna, antes de dar el gran salto al MC Alger de su ciudad natal. Allí ayudó al equipo a ganar el título de liga argelino antes de trasladarse a Francia en 1999, con 24 años, para fichar por el Troyes AC. Permaneció en el Troyes cinco temporadas, incluida la 2003-04, después de su descenso a la Ligue 2.
Volvió a la Ligue 1 con un traspaso al recién ascendido FC Istres en 2004, Saïfi jugó 35 partidos antes de marcharse tras el descenso del club. En 2005, fichó por el AC Ajaccio, también recién ascendido, y sufrió un tercer descenso en cuatro años.
Saïfi fichó por el FC Lorient, otro recién ascendido, en el verano de 2006. Comenzó rápidamente la campaña 2007-08 marcando 4 goles en 4 partidos.

### Al Khor SC
El 9 de agosto de 2009, Saïfi fichó por el Al-Khor con un contrato de un año y el club pagó una prima de fichaje de 500.000 euros al FC Lorient. Saïfi marcó su primer gol con el club en su debut en liga en un partido contra el Al-Gharafa el 12 de septiembre de 2009. El 22 de octubre de 2009, marcó su segundo gol en liga, esta vez contra el Al-Kharitiyath.[cita requerida]

### FC Istres
El 23 de enero de 2010, se anunció que Saïfi se prestaron a la Ligue 2 laterales Istres FC hasta el final de la temporada. El movimiento fue hecho oficial el 2 de febrero de 2010.
El 4 de noviembre de 2010, Saïfi firmó un contrato con Amiens SC.

## Selección nacional
Saïfi debutó con la selección nacional de Argelia el 5 de junio de 1998, en un amistoso contra la Bulgaria, entrando como suplente en el minuto 65. El 28 de febrero de 1999, marcó su primer gol como internacional en el partido de clasificación para la Copa Africana de Naciones 2000 contra la Liberia que acabó en empate a uno. Marcó su segundo gol en el siguiente partido, una victoria por 4-1 en la vuelta contra Liberia.
Saïfi fue convocado por el seleccionador de Argelia, Nasser Sandjak, para la selección argelina que participaba en la Copa Africana de Naciones 2000 en Ghana y Nigeria. En el primer partido, contra la DR Congo, Saïfi fue titular y fue sustituido en el minuto 70. El encuentro terminó con empate sin goles. En el segundo partido de la fase de grupos, contra Gabón, Saïfi se quedó fuera de la alineación inicial y fue suplente en el banquillo, pero sí participó, ya que entró en el minuto 77, en sustitución de su compañero del Troyes AC Farid Ghazi.
Argelia ganó el partido por 3-1. No participó en el último partido de la fase de grupos, contra South Africa. En cuartos de final contra Camerún, Saïfi volvió a quedarse en el banquillo, pero entró en el minuto 51, cuando Argelia perdía 2-0. El equipo logró remontar un gol en el minuto 90, pero perdió el partido por 2-1. 
Saïfi formó parte de la selección argelina que participó en la Copa Africana de Naciones 2002, celebrada en Malí, y fue titular en los tres partidos de la fase de grupos, contra la Nigeria, la Liberia y la anfitriona Mali. A pesar de que Argelia no logró superar la fase de grupos, Saïfi realizó una actuación de «mejor once» y fue incluido en el equipo del torneo.
Saïfi viajó por tercera vez a la Copa Africana tras ser incluido por el seleccionador de Argelia, Rabah Saadane, en la lista del equipo para la Copa Africana de Naciones 2010 en Angola. Fue titular en el primer partido de Argelia contra Malawi, que perdió por 3-0, pero fue sustituido en el minuto 63 por Abdelmalek Ziaya. Comenzó en el banquillo el segundo partido contra Mali, que se saldó con victoria por 1-0, y entró en el minuto 80 por Abdelkader Ghezzal.

## Club-estadísticas
| Temporada | Club                 | Juegos |
| --------- | -------------------- | ------ |
| 11/12     | Amiens SC            | 28     |
| 10/11     | Amiens SC            | 22     |
| 09.10     | FC Istres            | 13     |
| 09.10     | Al-Khor SC           | 10     |
| 08/09     | FC Lorient           | 21     |
| 07/08     | FC Lorient           | 37     |
| 06/07     | FC Lorient           | 37     |
| 05/06     | AC Ajaccio           | 26     |
| 04/05     | FC Istres            | 35     |
| 03/04     | ES Troyes AC         | 18     |
| 02/03     | ES Troyes AC         | 25     |
| 01/02     | ES Troyes AC         | 19     |
| 00/01     | ES Troyes AC         | 20     |
| 99/00     | ES Troyes AC         | 28     |
| 98/99     | MC Alger             | 29     |
| 97/98     | MC Alger             | 0      |
| 96/97     | MC Alger             | 0      |
| 95/96     | IB Khémis El Khechna | 0      |
| 94/95     | IRB Sougueur         | 0      |